# Olympische Sommerspiele 2020/Gewichtheben – Schwergewicht (Frauen)
Das Gewichtheben der Frauen in der Klasse bis 87 kg (Schwergewicht) bei den Olympischen Sommerspielen 2020 in Tokio fand am 2. August 2021 im Tokyo International Forum statt. Es traten 14 Athletinnen aus 14 Ländern an.
Der Wettkampf bestand aus zwei Teilen: Reißen (Snatch) und Stoßen (Clean and Jerk). Die Athletinnen traten in zwei Gruppen zuerst im Reißen an, bei dem sie drei Versuche hatten. Jede Athletin ohne gültigen Versuch wäre ausgeschieden. Im Stoßen hatte wieder jede Athletin drei Versuche. Die Athletin mit dem höchsten zusammenaddierten Gewicht gewann. Im Falle eines Gleichstandes hätte das geringere Körpergewicht den Ausschlag gegeben.

## Titelträger
| Weltmeisterin     | Reißen    | Wang Zhouyu  | 120 kg | WM 2019 in Pattaya     |
| Weltmeisterin     | Stoßen    | Wang Zhouyu  | 158 kg | WM 2019 in Pattaya     |
| Weltmeisterin     | Zweikampf | Wang Zhouyu  | 278 kg | WM 2019 in Pattaya     |
| Olympiasiegerin * | Zweikampf | Rim Jong-sim | 274 kg | 2016 in Rio de Janeiro |

## Rekorde

### Bestehende Rekorde
Die von der International Weightlifting Federation 2018 festgesetzten Weltstandards für Weltrekorde und für olympische Rekorde in der Frauen-Gewichtsklasse bis 87 kg wurden bei offiziellen Wettkämpfen bisher noch nicht erreicht oder übertroffen.
| Weltrekord         | Reißen    | Weltstandard         | 132 kg | — | 1. November 2018 |
| Weltrekord         | Stoßen    | Weltstandard         | 164 kg | — | 1. November 2018 |
| Weltrekord         | Zweikampf | Weltstandard         | 294 kg | — | 1. November 2018 |
| Olympischer Rekord | Reißen    | Olympischer Standard | 130 kg | — | 1. November 2018 |
| Olympischer Rekord | Stoßen    | Olympischer Standard | 159 kg | — | 1. November 2018 |
| Olympischer Rekord | Zweikampf | Olympischer Standard | 289 kg | — | 1. November 2018 |

## Zeitplan
- Gruppe B: 2. August 2021, 11:50 Uhr (Ortszeit)
- Gruppe A: 2. August 2021, 15:50 Uhr (Ortszeit)

## Endergebnis
| Rang | Athletin                        | Nation                  | Gr. | Kgw.  | Reißen (kg) | Reißen (kg) | Reißen (kg) | Reißen (kg) | Stoßen (kg) | Stoßen (kg) | Stoßen (kg) | Stoßen (kg) | Zweikampf |
| Rang | Athletin                        | Nation                  | Gr. | Kgw.  | 1           | 2           | 3           | Gesamt      | 1           | 2           | 3           | Gesamt      | Zweikampf |
| ---- | ------------------------------- | ----------------------- | --- | ----- | ----------- | ----------- | ----------- | ----------- | ----------- | ----------- | ----------- | ----------- | --------- |
| 1    | Wang Zhouyu                     | China                   | A   | 84,20 | 115         | 115         | 120         | 120         | 145         | 150         | 160         | 150         | 270       |
| 2    | Tamara Salazar                  | Ecuador                 | A   | 85,30 | 108         | 111         | 113         | 113         | 144         | 147         | 150         | 150         | 263       |
| 3    | Crismery Santana                | Dominikanische Republik | A   | 86,50 | 112         | 116         | 119         | 116         | 140         | 144         | 144         | 140         | 256       |
| 4    | Mönchdschantsangiin Anchtsetseg | Mongolei                | A   | 86,95 | 110         | 110         | 112         | 110         | 140         | 142         | 147         | 142         | 252       |
| 5    | Gaëlle Nayo-Ketchanke           | Frankreich              | A   | 84,05 | 103         | 106         | 108         | 108         | 135         | 139         | 145         | 139         | 247       |
| 6    | Mattie Rogers                   | Vereinigte Staaten      | A   | 78,55 | 108         | 111         | 112         | 108         | 138         | 138         | 138         | 138         | 246       |
| 7    | Naryury Pérez                   | Venezuela               | A   | 86,35 | 105         | 109         | 112         | 112         | 130         | 137         | 138         | 130         | 242       |
| 8    | Elena Cîlcic                    | Moldau                  | A   | 86,80 | 105         | 109         | 109         | 105         | 130         | 135         | 139         | 135         | 240       |
| 9    | Kang Yeoun-hee                  | Südkorea                | B   | 76,70 | 100         | 103         | 103         | 103         | 120         | 125         | 128         | 128         | 231       |
| 10   | Lidia Valentín                  | Spanien                 | B   | 80,60 | 100         | 103         | 106         | 103         | 122         | —           | —           | 122         | 225       |
| 11   | Clementine Meukeugni            | Kamerun                 | B   | 85,85 | 99          | 103         | 103         | 99          | 120         | 120         | 125         | 125         | 224       |
| 12   | Jaqueline Ferreira              | Brasilien               | B   |       | 95          | 95          | 100         | 100         | 115         | 124         | 124         | 115         | 215       |
| 13   | Kanah Andrews-Nahu              | Neuseeland              | B   |       | 94          | 98          | 100         | 94          | 105         | 112         | 120         | 112         | 206       |
| —    | María Fernanda Valdés           | Chile                   | DNS | DNS   | DNS         | DNS         | DNS         | DNS         | DNS         | DNS         | DNS         | DNS         | DNS       |